# Bactrocera abdomininigra
Bactrocera abdomininigra är en tvåvingeart som beskrevs av Drew 1989. Bactrocera abdomininigra ingår i släktet Bactrocera och familjen borrflugor. Inga underarter finns listade.